# Lutjanus monostigma
Lutjanus monostigma är en fiskart som först beskrevs av Cuvier 1828.  Lutjanus monostigma ingår i släktet Lutjanus och familjen Lutjanidae. Inga underarter finns listade i Catalogue of Life.